# Adriana Araújo
Adriana Fátima de Araújo  (Itabirito, 18 de abril de 1972) é uma jornalista brasileira.

## Carreira
Nascida em Itabirito, Minas Gerais, formou-se em jornalismo pela Pontifícia Universidade Católica de Minas Gerais. Começou sua carreira em 1992 como repórter do jornal Diário do Comércio, de Belo Horizonte. À época também era editora de texto da TV Globo Minas, em 1995 foi promovida a repórter da emissora, chegando a aparecer em reportagens nacionais da Rede Globo no Jornal Nacional e Bom Dia Brasil. Em 2002 foi transferida para a TV Globo Brasília, se tornando repórter de política e economia para o Jornal Hoje.
Em janeiro de 2006 foi contratada pela RecordTV para apresentar ao lado de Celso Freitas o novo Jornal da Record e, a partir de 2007, também o Entrevista Record na Record News. Em 2009, com a contratação de Ana Paula Padrão para apresentar o Jornal da Record, Adriana se tornou correspondente em Nova York. Em 2010 viajou ao Chile cobrir o resgate dos mineiros soterrados em San José para o Japão cobrir o Acidente nuclear de Fukushima. Em 1 de novembro de 2010, Adriana entrevistou com exclusividade para o Jornal da Record, a presidente recém-eleita Dilma Rousseff. Em 2012 foi enviada para Londres para cobrir os  Jogos Olímpicos de 2012.
Entre 2 de dezembro de 2012 e 17 de março de 2013 fez parte do quarteto de apresentadores do semanal Domingo Espetacular, ao lado de Paulo Henrique Amorim, Janine Borba e Fabiana Scaranzi.  Em 26 de março de 2013, Adriana voltou a comandar, junto com Celso Freitas, o Jornal da Record após a saída de Ana Paula Padrão. Em 2020 foi transferida do Jornal da Record para o Repórter Record Investigação. Em 2021, insatisfeita com o pouco espaço, deixou a RecordTV e assinou com a Band.
Em janeiro de 2022, a jornalista estreou como entrevistadora do Canal Livre. Poucos dias depois, a Band confirmou a criação de um novo telejornal para o horário do almoço com apresentação da nova contratada, o que ocorreu em 04 de abril, com a estreia do telejornal local Boa Tarde São Paulo. Antes, estreou também na Rádio BandNews FM com o programa Entre Nós. Em junho de 2023, assumiu definitivamente a bancada do Jornal da Band.

## Filmografia
| Ano           | Título                       | Cargo                | Emissora       |
| ------------- | ---------------------------- | -------------------- | -------------- |
| 1992–95       | MGTV                         | Repórter             | TV Globo Minas |
| 1995–02       | Jornal Nacional              | Repórter             | TV Globo       |
| 1995–02       | Bom Dia Brasil               | Repórter             | TV Globo       |
| 2002–05       | Jornal Hoje                  | Repórter             | TV Globo       |
| 2006–09       | Jornal da Record             | Apresentadora        | Record         |
| 2009–12       | Jornal da Record             | Correspondente       | Record         |
| 2013–20       | Jornal da Record             | Apresentadora        | Record         |
| 2007–09       | Entrevista Record            | Apresentadora        | Record News    |
| 2012          | Domingo Espetacular          | Apresentadora        | Record         |
| 2020–21       | Repórter Record Investigação | Apresentadora        | Record         |
| 2022-presente | Canal Livre                  | Jornalista convidada | Band           |
| 2022          | Boa Tarde São Paulo          | Apresentadora        | Band São Paulo |
| 2022-presente | Entre Nós                    | Apresentadora        | BandNews TV    |
| 2023-presente | Jornal da Band               | Apresentadora        | Band           |

## Prêmios
Adriana Araújo recebeu em 2013 a Medalha "Francisco Homem Del Rey", maior condecoração concedida pelo legislativo do município de Itabirito-MG, cidade natal da jornalista.
Em 2012, a reportagem "O Inferno de Potosí", feita por ela na Bolívia e exibida no Domingo Espetacular, foi finalista do Prêmio Esso de Jornalismo. A reportagem mostrava as condições de trabalho de mineiros nas montanhas de Potosí, consideradas análogas à escravidão.

## Vida pessoal
Em 1997, ficou grávida, e descobriu que a filha teria uma síndrome ortopédica rara e grave, a hemimelia fibular, que é a ausência congênita da fíbula, e Giovanna nasceu com os ossos da perna e dos pés deformados e apenas dois dedos na mão direita. Adriana se separou do pai da filha quando esta tinha dois anos, e desde 2005 é casada com o jornalista Chico Zaidan Mendez, que Giovanna considera como seu verdadeiro pai. Os desafios na criação da filha, que em 18 anos passou por dez cirurgias para poder andar com as próprias pernas, foram registrados por Adriana no livro de 2020 Sou a mãe dela. Giovanna eventualmente se formou médica pela Unifesp em 2024.